# Wasmuel
Wasmuel est une section de la commune belge de Quaregnon, située en Wallonie dans la province de Hainaut. C'était une commune à part entière avant la fusion des communes de 1977.

## Étymologie
Un modeste village, jadis une dépendance de Wasmes connu sous les variantes : Wamiols (1110), Guamiolum (1118-1119), Wamiolum (1184) et plus tard Wamioel, Wamieul, Wamioelles. Tous ces noms sont des diminutifs du vocable Wasmes et signifient « le petit Wasmes », à l’écart de ce dernier village. Les habitants prononcent Wamué.

## Évolution démographique
- Sources : INS, Rem. : 1831 jusqu'en 1970 = recensements, 1976 = nombre d'habitants au 31 décembre.

## Histoire
Wasmuel eut, dès le XIIIe siècle, un échevinage particulier. Pour le spirituel, il dépendait de l’église de Wasmes où se faisaient les funérailles de ses habitants décédés. Ils y étaient conduits par la rue des Morts, depuis baptisée rue de Wasmes, rue Mouzin. Les chemins dits des Dames et de l’Abbé remémorent la voie tenue par les dames chanoinesses de Sainte-Waudru et l’abbé de Saint-Ghislain, quand ils se rendaient de Saint-Ghislain à Mons ou de Mons en la cité des Moines.
Histoire peu mouvementée. Wasmuel, qui formait une seigneurie, appartenait à la maison de Hennin-Liétard de Boussu. Elle fut cédée par Jean, premier comte de Boussu, à l’abbaye de Saint-Ghislain, en échange du bois de Boussu et l’échange fut homologué en 1544 par l’empereur Charles Quint. Le chapitre de Sainte-Waudru y possédait une seigneurie.

## Liste des bourgmestres de 1830 à 1977
- Fulgence Cavenaille-Toillez, de 1830 à 1848.
- Florent Antoine Dubreux, de 1848 à 1861.
- Célestin Dupont, de 1861 à 1863.
- Edouard Joseph Brouez, de 1870 à 1888.
- Auguste Mouzin, de 1888 à 1899.
- Théodore Cuisinier, de 1900 à 1903.
- Evrard Hanotte, de 1904 à 1921.
- Evrard Doyen, de 1944 à 1958.
- Jean-Baptiste Maroil, de 1959 à 1964.
- Robert Bisoux, de 1965 à 1970.
- Victor Pierart, de1971 à 1976.

## Patrimoine et culture

### Patrimoine architectural
- Église de la Sainte-Vierge, construite en 1826[2].

## Sports et vie associative

### Sports

#### Infrastructure sportive
- Salle Omnisports, clos de la Majolique.

## Personnages célèbres
- Modeste Carlier : (1820 - † 1878), Artiste Peintre, lauréat du Prix de Rome.